# 刘树华
刘树华（1960年6月—），男性，中共党员，河南镇平人，中国河南政治人物。

## 生平
1983年8月加入中国共产党。1993年，担任河南省镇平县贾宋镇党委书记。1996年2月，担任镇平县委常委、贾宋镇党委书记。1997年12月，升任镇平县委常委、办公室主任。2002年1月，担任方城县委副书记。2004年4月，担任中共邓州市委副书记、邓州市市长。2012年8月，担任河南省南阳市副市长。2017年10月离职。